# Graciela Quan
Graciela Quan Valenzuela (1911 — Cidade da Guatemala, 22 de janeiro de 1999) foi uma advogada e ativista guatemalense. Valenzuela fez campanha pelo sufrágio das mulheres, além de trabalhar como assistente social, assessora do Presidente da Guatemala, representante para as Nações Unidas e presidente da Comissão Interamericana de Mulheres.

## Biografia
Graciela Quan Valenzuela nasceu em 1911, na Guatemala. Em 1942, graduou-se em Direito pela Universidade de São Carlos da Guatemala, tornando-se a primeira advogada de seu país. Sua tese, denominada "A Cidadania opcional para a mulher guatemalense", propôs um projeto de lei que garantiria a emancipação das mulheres.
Em 1944, Valenzuela fundou com um grupo de mulheres, incluindo Angelina Acuña de Castañeda, Elisa Hall de Astúrias, e Irene de Peyré, entre outras, a União Feminina Guatemalense Pela Cidadania, com a intenção de reconhecer seus direitos, inclusive o sufrágio feminino para mulheres alfabetizadas. Após o Golpe de Estado de 1944, a nova constituição, promulgada em 1º de março de 1945, concedeu o direito de voto a todos os cidadãos alfabetizados, incluindo as mulheres.
Valenzuela foi uma das organizadores do Primeiro Congresso Interamericano de Mulheres, realizado em 27 de agosto de 1947 na Cidade da Guatemala, que teve como um de seus temas principais a igualdade de homens e mulheres. Nesse mesmo ano, foi uma das fundadoras do Clube Altrusa da Guatemala, uma filial da organização Altrusa International, Inc. O objetivo inicial do clube era fornecer educação para meninas carentes, mais tarde também auxiliando crianças de rua e financiando bibliotecas.
Valenzuela serviu como delegada das Nações Unidas em 1956-57, bem como assessora do Presidente Carlos Castillo Armas em questões sociais. Entre 1957 e 1961, serviu como a representante da Guatemala na Comissão interamericana de Mulheres, chegando a presidir a entidade.
Em 1978, Valenzuela foi indicada para o cargo de conselheira regional na Agência para o Desenvolvimento Internacional sobre as questões das mulheres na América Latina com base em sua experiência anterior na Comissão de Direitos Humanos das Nações Unidas, além de seu pioneiro trabalho social na Guatemala.

## Morte
Quan morreu em 22 de janeiro de 1999 na Cidade da Guatemala, Guatemala.

### Nota
- Este artigo foi inicialmente traduzido, total ou parcialmente, do artigo da Wikipédia em inglês cujo título é «Graciela Quan», especificamente desta versão.